# Alen Peternac
Alen Peternac est un footballeur international croate né le 16 janvier 1972 à Zagreb.

## Palmarès
- Champion de Croatie en 1993 avec le Croatia Zagreb.
- Vainqueur de la Coupe du Roi en 2001 avec le Real Saragosse.